# Eparquía de El Cairo de los maronitas
La eparquía de El Cairo de los maronitas (en latín: Eparchia Cahirensis Maronitarum) es una circunscripción eclesiástica de la Iglesia católica en Egipto, Sudán y Sudán del Sur. Se trata de una eparquía maronita, inmediatamente sujeta al patriarcado de Antioquía de los maronitas. Desde el 16 de junio de 2012 su eparca es Georges Chihane.

## Territorio y organización
La eparquía tiene 3 502 416 km² y extiende su jurisdicción sobre los fieles católicos de rito antioqueno maronita residentes en Egipto, Sudán y Sudán del Sur. La eparquía está dentro del territorio propio del patriarcado de Antioquía de los maronitas. Desde el 13 de enero de 2014 el eparca es además visitador apostólico en los países del norte de África no comprendidos en el territorio eparquial: Libia, Argelia, Túnez, Marruecos y el Sahara Occidental. 
La sede de la eparquía se encuentra en la ciudad de El Cairo, en donde se halla la Catedral de San José.
En 2021 en la eparquía existían 4 parroquias.

## Historia
Una comunidad maronita, formada por emigrantes de Chipre y Líbano, está atestiguada en Egipto desde 1639. La comunidad se desarrolló y se establecieron en mayor número en el siglo XVIII en ciudades como Damieta, Zaqazig, Viejo El Cairo, Shubra, Heliópolis, Zéitun, Mansura y la zona del canal de Suez, por lo que los patriarcas maronitas enviaron monjes de la Orden Mariamita Maronita. El vicariato patriarcal maronita en Egipto fue erigido en 1904 o 1906 por el patriarca Elias Boutros Hoayek, directamente dependiente del patriarcado maronita. Al mismo tiempo, también se construyó la iglesia de San José en el distrito Daher de El Cairo, la futura catedral.
El vicariato patriarcal su elevado a eparquía el 22 de junio de 1946 con la bula Inter praecipuas del papa Pío XII, a la vez que la jurisdicción, inicialmente limitada a Egipto, fue ampliada a Sudán. Su primer eparca fue Pierre Dib, un conocido historiador y erudito de la nación maronita.

(...) deque apostolicae Nostrae potestatis plenitudine, Vicariatum Patriarchalem Maronitarum in Aegypto in Dioecesim pro fidelibus ritus Antiocheni Maronitarum in regione illa degentibus erigimus et constituimus, a dicta Cahiran urbe Cahirensem Maronitarum nuncupandam. Huius novae Dioecesis fines iidem erunt, qui Vicariatus Patriarchalis erant fines, videlicet quibus Aegypti regnum hodie limitatur. Intra quos fines idcireo plena exinde Episcopo Cahirensi Maronitarum competei episcopalis iurisdictio in omnes et singulos ritus maronitici fideles et coetus nec non suae ipsius Dioecesis curam, regimen et administrationem tum in spiritualibus tum in temporalibus ad normam sacrorum canonum propriaque Maronitarum Ecclesiae iuris. Volumus vero ut idem Cahirensis Episcopus hanc. eamdem iurisdictionem exercere valeat iii omnes quoque fideles ritus Antiocheni Maronitarum regionem vulgo «Sudan» incolentes (...)

## Estadísticas
Según el Anuario Pontificio 2022 la eparquía tenía a fines de 2021 un total de 6350 fieles bautizados.
| Año                                                                             | Población            | Población | Población      | Sacerdotes | Sacerdotes    | Sacerdotes    | Bautizados por sacerdote | Diáconos permanentes | Religiosos | Religiosos | Parroquias |
| Año                                                                             | Bautizados católicos | Total     | % de católicos | Total      | Clero secular | Clero regular | Bautizados por sacerdote | Diáconos permanentes | Varones    | Mujeres    | Parroquias |
| ------------------------------------------------------------------------------- | -------------------- | --------- | -------------- | ---------- | ------------- | ------------- | ------------------------ | -------------------- | ---------- | ---------- | ---------- |
| 1950                                                                            | 14 500               | ?         | ?              | 28         | 11            | 17            | 517                      |                      |            |            | 7          |
| 1969                                                                            | 10 613               | ?         | ?              | 12         | 3             | 9             | 0                        |                      | 9          |            | 9          |
| 1980                                                                            | 5000                 | ?         | ?              | 9          | 3             | 6             | 555                      |                      | 6          |            | 8          |
| 1990                                                                            | 4500                 | ?         | ?              | 7          | 2             | 5             | 642                      |                      | 5          |            | 8          |
| 1999                                                                            | 5000                 | ?         | ?              | 5          | 2             | 3             | 1000                     |                      | 3          |            | 8          |
| 2000                                                                            | 5200                 | ?         | ?              | 6          | 3             | 3             | 866                      |                      | 3          |            | 8          |
| 2001                                                                            | 5000                 | ?         | ?              | 6          | 3             | 3             | 833                      |                      | 3          |            | 8          |
| 2002                                                                            | 5000                 | ?         | ?              | 6          | 3             | 3             | 833                      |                      | 3          |            | 4          |
| 2003                                                                            | 5000                 | ?         | ?              | 6          | 3             | 3             | 833                      |                      | 3          |            | 4          |
| 2004                                                                            | 5003                 | ?         | ?              | 6          | 3             | 3             | 833                      |                      | 3          |            | 4          |
| 2009                                                                            | 5430                 | ?         | ?              | 3          | 3             |               | 1810                     |                      | 3          |            | 7          |
| 2013                                                                            | 5000                 | ?         | ?              | 6          | 3             | 3             | 833                      |                      | 3          |            | 7          |
| 2016                                                                            | 5380                 | ?         | ?              | 6          | 3             | 3             | 896                      |                      | 3          |            | 8          |
| 2019                                                                            | 6300                 |           |                | 7          | 5             | 3             | 900                      |                      | 3          |            | 9          |
| 2021                                                                            | 6350                 |           |                | 8          | 6             | 2             | 793                      |                      | 3          |            | 9          |
| Fuente: Catholic-Hierarchy, que a su vez toma los datos del Anuario Pontificio. |                      |           |                |            |               |               |                          |                      |            |            |            |

## Episcopologio
- Pietro Dib † (30 de julio de 1946-4 de noviembre de 1965 falleció)
  - Sede vacante (1965-1972)
- Joseph Merhi, C.M.L. † (24 de agosto de 1972-5 de junio de 1989 retirado)
- Joseph Dergham † (5 de junio de 1989-18 de septiembre de 2005 retirado)
- François Eid, O.M.M. (24 de septiembre de 2005-16 de junio de 2012 nombrado procurador patriarcal ante la Santa Sede)
- Georges Chihane, desde el 16 de junio de 2012